# روز جهانی وگان

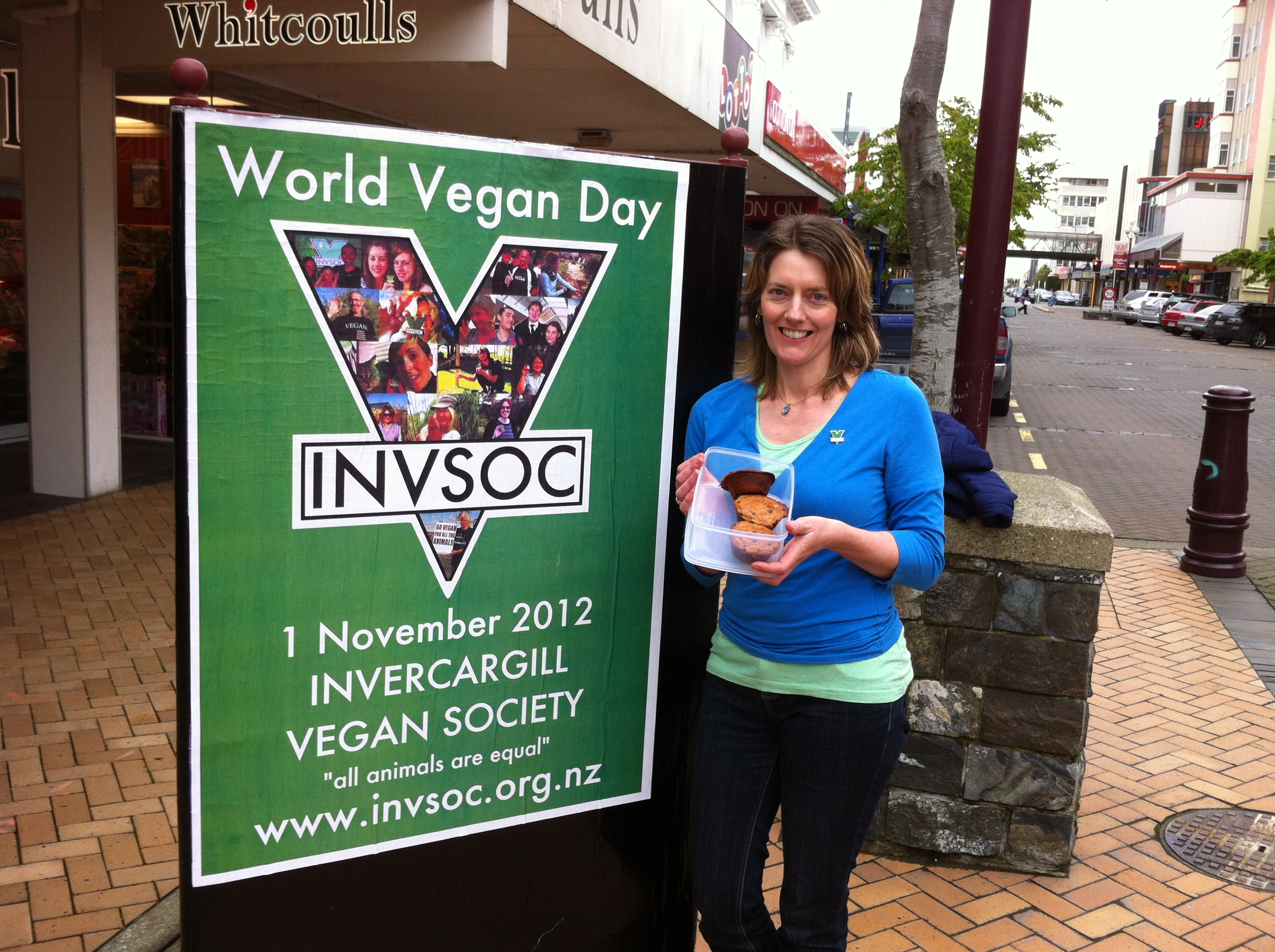
روز جهانی وگان

روز جهانی وگان یک رویداد سالانه است که همه ساله در اول نوامبر (مصادف با ۱۰ آبان) توسط گیاه‌خواران سراسر جهان گرامی داشته می‌شود. پایه‌گذار این روز لوئیس والیس رئیس مجمع وگان انگلستان در سال ۱۹۹۴ می‌باشد.